# Ратушняк, Пётр Иванович
Пётр Иванович Ратушняк (20.06.1908 — 29.05.2000) — Участник Великой Отечественной войны, Гвардии капитан (25.10.1944). Директор Казанской МТС Казанского района Тюменской области Герой Социалистического Труда (11.01.1957).

## Биография

### Начальная биография
Родился 20 июня 1908 года в деревне Польный Алексинец Проскуровского уезда Подольской губернии, ныне — село в Городокском районе Хмельницкой области. Украинец. Из крестьян.
Окончил неполную сельскую школу, занимался крестьянским трудом в родительском хозяйстве, а после смерти отца с октября 1923 года трудился разнорабочим на сахарном заводе в родном селе. Член ВЛКСМ в 1926 года.

### Трудовая деятельность и служба в РККА
В мае 1927 года переехал с матерью на жительство в Сибирь, первоначально семья жила в деревне Белоусово
Павлоградского района Омской области, с августа 1928 — в деревне Юрьевка того же района, трудился разнорабочим, ликвидатором неграмотности.
С мая 1929 по октябрь 1930 года учился на курсах шоферов при Новоуральском зерносовхозе в селе Новоуральское (на территории современного Таврического района Омской области). Член ВКП(б)/КПСС с 1930 года.
С октября 1930 по октябрь 1932 года — на срочной службе в Красной Армии. Служил красноармейцем и командиром отделения в 83-м кавалерийском полку 3-й Туркестанской кавалерийской бригаде в городе Кушка Туркменской АССР. Принимал участие в боевых действиях против басмачей.
После демобилизации, с октября 1932 года продолжил трудиться в Новоуральском зерносовхозе: заместитель начальника автоколонны, с июля 1935 — заместитель начальника политотдела зерносовхоза. В ноябре 1937 года направлен на учёбу и в 1939 году окончил Омский сельскохозяйственный техникум. С декабря 1939 года — начальник политотдела Велижанского мясомолочного совхоза, с апреля 1940 года — директор Искинской машинно-тракторной станции (МТС) в селе Иска (тогда входило в состав Велижанского района Омской области, ныне в составе Нижнетавдинского района Тюменской области).

### В Великую Отечественуую войну
Участник Великой Отечественной войны. 27 ноября 1941 года призван по партийной мобилизации в ряды Красной Армии через Велижанский райвоенкомат Омской области и направлен на политработу. С ноября 1941 по апрель 1942 года учился на курсах усовершенствования политического состава Уральского военного округа в городе Белебей Башкирская АССР.
Батальонный комиссар 8-й отдельной мотострелковой бригады 9-го танкового корпуса на Западном и Центральном фронтах. Участник наступательных и оборонительных операций на сухиничском и козельском направлениях летом и осенью 1942 года, в Курской битве (июль 1943) и в Орловской наступательной операции (июль-август 1943). В августе 1942 и в августе 1943 годов был ранен. После выздоровления в августе 1943 года направлен на учёбу.
В августе 1944 года окончил ускоренный курс 3-го Харьковского танкового училища (дислоцировалось в эвакуации в городе Чарджоу Туркменской ССР). С октября 1944 года — командир танковой роты 59-го танкового полка 59-й армии на 1-м Украинском фронте. Участвовал в Висло-Одерской (январь 1945), Нижне-Силезской (февраль 1945), Верхне-Силезской (март 1945), Пражской (май 1945) наступательных операциях.
Победу встретил в Чехословакии. Летом 1945 года — в резерве командующего бронетанковыми и механизированными войсками 1-го Украинского фронта при 14-м учебном танковом полку, затем продолжал командовать ротой в том же полку в составе Центральной группы войск (Австрия, Чехословакия).

### После войны
В апреле 1946 года гвардии капитан П. И. Ратушняк был уволен в запас.
С июня 1946 года — директор Казанской МТС в Казанского районе Тюменской области. В декабре 1949 года окончил курсы переподготовки директоров МТС при Омском сельскохозяйственном институте. Добился особенно больших успехов в ходе реализации программы освоения целины. Было распахано большое количество целинных земель — в 1953 году колхозы зоны МТС выращивали хлеб на 7 000 гектарах, в 1956 году их зерновое поле превысило 17 000 гектаров. По показателям обработанных площадей и намолота зерновых на единицу техники Казанская МТС была одной из лучших по Тюменской области. Пионер освоения уборки зерновых раздельным способом. Сданный государству урожай 1956 года многократно перекрыл все прежние показатели.
За выдающиеся достижения в освоении целинных и залежных земель, успешное проведение уборки урожая и хлебозаготовки в 1956 году в Тюменской области, Указом президиума Верховного Совета СССР от 11 января 1957 года Ратушняку Петру Ивановичу присвоено звание Героя Социалистического Труда с вручением ордена Ленина и золотой медали «Серп и Молот».
После расформирования МТС в 1958 года — директор созданной на её базе Казанской ремонтно-тракторной станции. С мая 1961 года — управляющий Казанского районного объединения «Сельхозтехника». С 1967 года — директор Казанского районного предприятия по монтажу животноводческого оборудования и механизированных токов.
Депутат Тюменского областного и Казанского районного (с 1963) Советов депутатов трудящихся. Член бюро Тюменского областного и Казанского районного (1957—1962) комитетов КПСС.

### На пенсии
С 1975 года — на пенсии.
Активно участвовал в общественной работе, с 1976 по 1979 годы — председатель Казанского
районного совета ветеранов войны и труда.
Скончался 29 мая 2000 года. Похоронен в селе Казанское Казанский район (Тюменская область) ныне — административно-территориальная единица (район) и муниципальное образование (муниципальный район) в Тюменской области России

## Награды
- Золотая медаль «Серп и Молот» (11.01.1957)
- Орден Ленина (11.01.1957).
- Орден Отечественной войны I степени (11.03.1985)[2]
- Орден Отечественной войны II степени (3.06.1945)[3]

- Медаль «В ознаменование 100-летия со дня рождения Владимира Ильича Ленина» (6 апреля 1970)
- Медаль «За победу над Германией в Великой Отечественной войне 1941—1945 гг.» (9 мая 1945[4])
- Юбилейная медаль «Двадцать лет Победы в Великой Отечественной войне 1941—1945 гг.» (7 мая 1965[5])
- Юбилейная медаль «Тридцать лет Победы в Великой Отечественной войне 1941—1945 гг.»[6]
- Медаль «Сорок лет Победы в Великой Отечественной войне 1941-1945 гг.»[7]
- Юбилейная медаль «50 лет Победы в Великой Отечественной войне 1941—1945 гг.»[8]
- Медаль «За освоение целинных земель»(20.10.1956)
- Медаль «Ветеран труда»
- Медаль «30 лет Советской Армии и Флота».[9]
- Юбилейная медаль «40 лет Вооружённых Сил СССР»[10]
- Юбилейная медаль «50 лет Вооружённых Сил СССР» (26 декабря 1967[11])
- медалями ВДНХ СССР:

## Память
- Его имя увековечено в Главном Храме Вооружённых сил России, и навсегда запечатлено на мемориале «Дорога Памяти»[12].
- Памятная стела установлена на Аллее Героев в селе Казанское.
- Именем Героя названа улица села Новоселезнево Казанского района Тюменской области.